# Геворкян, Миран Арамович
Геворкян Миран Арамович (13 мая 1932 — 1999) — армянский экономист, доктор экономических наук, директор Института экономических исследований.

## Биография
Родился в селе Сазель Ахалцихского района. Закончил Ахалцихскую армянскую среднюю школу, затем — экономический факультет Ереванского государственного университета.
В 1967 году — руководитель сектора Государственного научно-исследовательского института экономики и планирования СССР (после 1988 года — Институт экономических исследований при Министерстве экономики РА — ИЭИ). В 1984 году — заместитель директора по научным вопросам ИЭИ. С 1989 года — директор ИЭИ.
В 1982 году в Москве защитил докторскую диссертацию и получил учёную степень доктора экономических наук. Его работы и научные интересы касаются политической экономии, макроэкономики, в особенности регионального планирования, расчётов национального дохода республики, теоретических вопросов распределения и перераспределения, основных проблем развития внешних экономических связей, анализа особенностей экономики переходного периода, методологии и практических вопросов экономической политики. В сфере экономического прогнозирования и программирования создал отдельное научное направление. 
Участвовал в формировании новой экономической политики после провозглашения независимости Армении в результате распада СССР. Под его руководством и при непосредственном участии в республике впервые были составлены межотраслевые балансы национальной экономики, а также схемы развития и распределения производственных сил (1986—2000 и 1997—2005 гг.)
Под его научным руководством защитили диссертацию более 30 кандидатов и докторов наук. Автор более 100 научных трудов, в том числе 11 монографий, часть из которых была опубликована в других странах.

## Избранные публикации
- «Темпы, пропорции и факторы расширенного воспроизводства в Союзной республике» М. 1981;
- «Экономическая политика и её влияние на анализ» M. A. Геворкян, Г. Г. Манасян. Ер. ин-т нар. х-ва, Экономист, 1994. — 112 с.;
- «Экономическая политика переходного периода (методология и анализ)» Г. Г. Манасян, М. А. Геворкян, М. Ц. Мкртчян — М:. «Дело Лтд», 1995, 160 с.
- «Экономическая теория» (учебное пособие) — Ер. 1997, 324 с.
- «Экономические преобразования в переходный период: теория и результаты», группа авторов, ред. кол. A.Г. Аганбегян, М. Ц. Мкртчян, М. А. Геворкян, Ереван. «Государственная служба», 1999, 416 с.